# Akkadisches Handwörterbuch
Das Akkadische Handwörterbuch (Abkürzung AHw) ist ein deutsches Wörterbuch der Akkadischen Sprache.
Das Werk wurde unter Benutzung des lexikalischen Nachlasses Bruno Meissners durch Wolfram von Soden erstellt. Herausgegeben von der Heidelberger Akademie der Wissenschaften erschien es in Lieferungen von 1959 bis 1981 im Harrassowitz Verlag. Die Lieferungen ergaben drei Bände. 
Das umfangreichere Standardwörterbuch der Akkadischen Sprache in Englisch ist das Chicago Assyrian Dictionary (CAD). 1999 erschien das auf der Basis des Akkadischen Handwörterbuchs erstellte einbändige Concise Dictionary of Akkadian in englischer Sprache.
Ab 2025 entsteht an der Sächsischen Akademie der Wissenschaften zu Leipzig im Rahmen des Akademienprogramms das Leipzig Akkadian Dictionary (LAD). Dabei handelt es sich um ein digitales Onlinewörterbuch, in dem sowohl AHw als auch CAD integriert werden. Es wird mehrere tausend Wörter enthalten, die in den älteren Wörterbüchern noch nicht erfasst sind oder heute exakter gedeutet werden können. Es übersetzt die Wörter ins Englische, Deutsche, Französische und Arabische, und dokumentiert Belege in ihren verschiedenen Gebrauchsweisen.

## Bibliographische Angaben
- Akkadisches Handwörterbuch, unter Benutzung des lexikalischen Nachlasses von Bruno Meissner (1868–1947) bearbeitet von Wolfram von Soden. Harrassowitz, Wiesbaden
  - Band 1: A–L. 1965. ISBN 3-447-02613-8
  - Band 2: M–S. 1972. ISBN 3-447-01471-7
  - Band 3: S–Z und Nachträge. 1981. ISBN 3-447-02187-X